# 保安庁法
保安庁法（ほあんちょうほう、昭和27年7月31日法律第265号）は、第13回通常国会にて成立し、「保安庁の所掌事務の範囲及び権限を定めるとともに、その任務を能率的に遂行するに足る組織及びその職員の身分取扱等を定めること」を目的とする法律である。
警察予備隊令は、同法の成立をもって廃止された。警察予備隊は、1952年8月1日から1952年10月14日までの間、保安庁の機関とし置かれた（法附則2項）。
1954年に全部改正されると同時に「防衛庁設置法」へと改題された（昭和29年6月9日法律第164号）。

## 概要
- 第一章　総則（第1条‐第8条）
- 第二章　組織
  - 第一節　内部部局
    - 第一款　通則（第9条）
    - 第二款　長官官房及び各局（第10条‐第17条）
    - 第三款　幕僚監部（第18条-第22条）

  - 第二節　付属機関（第23条）
  - 第三節　部隊その他の機関（第24条‐第26条）
  - 第四節　海上公安局（第27条）
- 第三章　職員
  - 第一節　通則（第28条‐第31条）
  - 第二節　任免（第32条‐第37条）
  - 第三節　分限、懲戒及び保障（第38条‐第47条）
  - 第四節　服務（第48条‐第60条）
- 第四章　行動及び権限
  - 第一節　行動（第61条‐第67条）
  - 第二節　権限（第68条‐第77条）
- 第五章　雑則（第78条‐第90条）
- 第六章　罰則（第91条‐第93条）
- 附則